# Alphonse Aulard
Pour les articles homonymes, voir Aulard.
Alphonse Aulard, né le 19 juillet 1849 à Montbron (Charente) et mort le 23 octobre 1928 à Paris dans le 1er arrondissement, est un historien français.
Titulaire de la première chaire d'histoire de la Révolution française à la Sorbonne, à partir de 1885 et jusqu'en 1922, c’est l’un des premiers historiens de la Révolution à s'appuyer sur de véritables recherches archivistiques, avec un corpus scientifiquement confirmé. Il est par ailleurs un radical-socialiste et un franc-maçon militant, et cofonde la Ligue des droits de l'homme.
Son approche historique proche du mouvement positiviste lui attire les foudres de son ancien étudiant, Albert Mathiez, en 1908, lors de son compte rendu sur Hippolyte Taine, historien de la Révolution française.
Éditeur de nombreuses archives de la période révolutionnaire, ses vingt-sept volumes du Recueil des Actes du Comité de salut public (1889-1933), ses six volumes de La société des Jacobins, recueil de documents pour l'histoire du Club des jacobins de Paris (1889-1897) et ses quatre volumes du Paris sous le Consulat, recueil de documents pour l'histoire de l'esprit public à Paris (1903-1913) sont une mine d'informations pour toute personne désireuse d'appréhender cette période historique.

## Biographie

### Jeunesse, formation et vie privée
Alphonse Aulard est le fils d'un professeur de philosophie, devenu ensuite inspecteur général, Alphonse Aulard. Son grand-père avait été maire de Nohant et ami de George Sand. Au gré des affectations de son poste, il passe de l'école au lycée à Tours, puis Lons-le-Saulnier, avant d'achever ses études à Paris, au collège Sainte-Barbe et au lycée Louis-le-Grand.
En 1867, il entre à l'École normale supérieure, à l’âge de dix-huit ans, classé 14e. Il y a pour camarades Louis Liard et Ernest Denis qui restent ses amis. Il en sort au moment de la guerre franco-prussienne de 1870. Quoique exempté de service aux termes de la loi, il contracte un engagement volontaire.
Reçu à l'agrégation de lettres en 1871, il obtient son doctorat ès lettres le 22 juin 1877, avec une thèse en latin sur Caius Asinius Pollio et l’autre, en français, intitulée Essai sur les idées philosophiques et l'inspiration poétique de Leopardi, dont il traduit ensuite les œuvres en français. Passant de la littérature à l’histoire, il étudie l'art oratoire parlementaire pendant la Révolution française pour publier deux volumes sur les Orateurs de la Constituante (1882) et sur les Orateurs de la Législative et de la Convention (1885), ouvrages qui lui font une réputation d’érudit attentif aux sources fondamentales de la Révolution française.
Il a trois enfants. Sa fille Andrée se marie avec Albert Bayet. Il a également pour gendre le géographe-géopoliticien Jacques Ancel, spécialiste des mondes slave et balkanique.

### Carrière universitaire

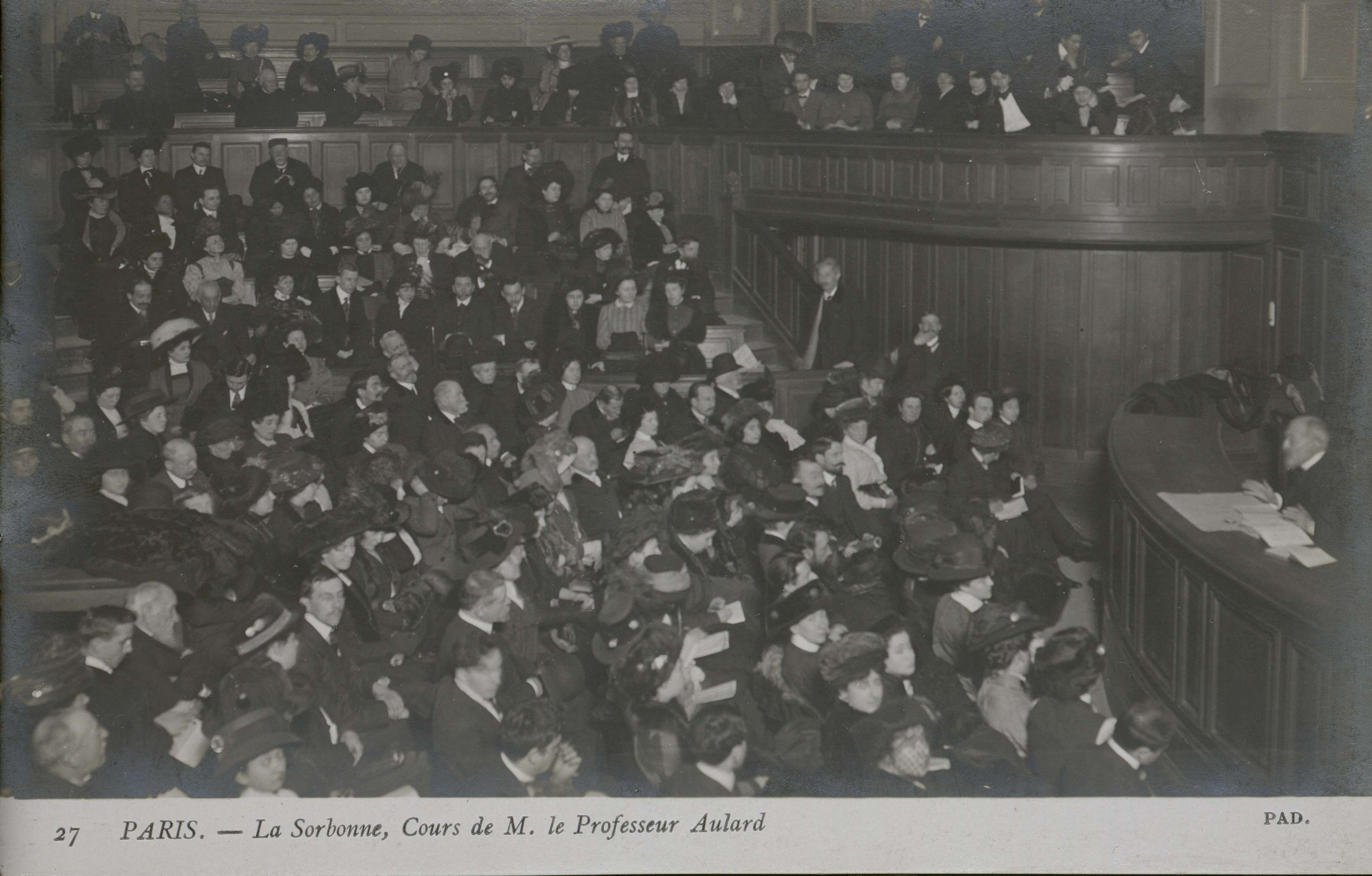
Carte postale d'un cours d'Alphonse Aulard dans l'amphithéâtre Richelieu à La Sorbonne.

D'abord professeur aux lycées de Nîmes (1871-1873) et de Nice (1873-1876), il passe ensuite dans l'enseignement supérieur et professe successivement, de 1878 à 1884, dans les facultés d'Aix, Montpellier, Dijon et Poitiers. Venu à Paris en 1884, en qualité de professeur au lycée Janson-de-Sailly, il entre à la Sorbonne lorsqu'une libéralité de la ville de Paris permet en 1885 d'y créer un cours d'histoire de la Révolution française, bientôt transformé en chaire magistrale qu'il occupe sans interruption jusqu'à sa mise en retraite en 1922.
Il prend également en 1888 la direction de la Société de l’histoire de la Révolution française, direction qu’il conserve pendant quarante ans jusqu’à sa mort. Là, il forme des étudiants qui, à leur tour, accomplissent un précieux travail. Néanmoins, ses vues sont controversées et « avancées » dans une société toujours sous l’influence durable de la Révolution française et de la Franc-maçonnerie. Au cours de sa carrière sur la Révolution à la Sorbonne, de violents combats à coups de poing éclatent, en mai 1893. À la sortie, des bandes rivales crient : « À bas Aulard », tandis que ses soutiens répliquent : « À bas la calotte ».

### Méthodologie

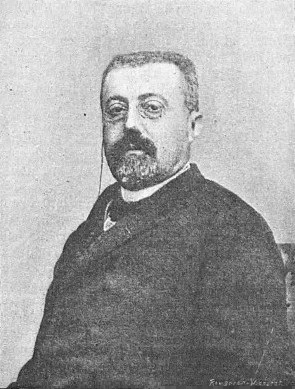
Alphonse Aulard par Pierre Petit.

Appliquant à l’étude de la Révolution française les règles de la critique historique, il s’est consacré à des recherches approfondies dans les archives et à la publication de nombreuses et importantes contributions à l’histoire politique, administrative et morale de cette période. Son chef-d'œuvre est l’Histoire politique de la Révolution française (4 vol., 3e éd. 1901). Il a pris le parti de Danton contre Robespierre, voyant dans le premier le véritable esprit de la révolution assiégée et l'inspiration de la défense nationale contre les ennemis étrangers. Cette prise de position sera à l’origine de la brouille durable avec Albert Mathiez, fervent robespierriste,.
L’historiographie d’Aulard est basée sur le positivisme, selon l’hypothèse affirmant la prééminence de la méthodologie et selon laquelle l’historien a pour rôle de présenter dans l’ordre chronologique les faits dûment vérifiés afin d’analyser les relations entre ceux-ci pour en fournir l’interprétation la plus probable. Une documentation complète basée sur la recherche dans les sources primaires étant essentielle, il a dirigé la publication de documents très importants et formé des étudiants avancés à l’utilisation et à l’analyse correctes des sources primaires. Sa célèbre Histoire de la Révolution en quatre volumes repose sur les minutes des débats parlementaires et non sur les actions de la rue, sur les institutions et non sur les insurrections. Il a mis l’accent sur l’opinion publique, les élections, les partis, les majorités parlementaires et les lois. Aulard ne s'est limité qu'aux sources historiques produites par la machine révolutionnaire (journaux révolutionnaires, débats de l'Assemblée et des clubs et comités révolutionnaires de "patriotes"), qui ne sont que des justificatifs de la machine sociale révolutionnaire meurtrière qui se met en place dès 1788. Aulard refuse tout autre document qui expose l'aspect social (qui sont les acteurs, les victimes…), économique, religieux, populaire, militaire… Il a reconfirmé les complications qui ont empêché la révolution de remplir tous ses idéaux, se faisant le grand compilateur de la théorie de la "défense républicaine" qui explique que toutes les mesures prises par la Révolution aboutissant à la terreur et responsable d'un nombre considérable de victimes étaient justifiés par les agressions que la République subissait, notamment lorsque les législateurs de 1793 ont institué le suffrage universel pour tous les hommes.
Aulard pour justifier son Histoire idéologique de la Révolution française a critiqué la gigantesque œuvre d'Hippolyte Taine: Les Origines de la France Contemporaine (1875-1883) qui la première remettait en question la vision d'une révolution construite linéairement, logiquement par le "peuple" pour sa liberté et sous la pression des évènements extérieurs réactionnaires. Aulard tenta de démontrer que les références de cet ouvrage étaient fausses et que partant le travail de Taine était faible. En 1909, Aulard a été repris par l'historien Augustin Cochin qui dans son ouvrage: La Crise de l'histoire révolutionnaire : Taine et M. Aulard, a démontré que non seulement les références de Taine étaient bonnes et remarquablement variées, mais que celles d'Aulard étaient fausses dans la moitié des cas et que ces sources étaient excessivement limitées à ce que la machine révolutionnaire voulait laisser voir. Cochin a considéré dans son analyse qu'Aulard avait rédigé un traité canonique de la propagande républicaine justifiant l'ensemble des exactions révolutionnaires qui toutes, jusqu'à la fin de la Terreur, étaient cohérentes à la logique du système du petit cercle des membres des Sociétés de pensée des Lumières.
Aulard reste controversé à cause de ses positions politiques. Sa place dans l’historiographie reste contestée. Son histoire consiste en une série d’études serrées des développements constitutionnels, institutionnels et politiques, en contraste avec l’imagination de son étudiant Albert Mathiez. Les conservateurs affirment que la position anticléricale et républicaine radicale d’Aulard franc-maçon a faussé les résultats de ses recherches. Son idéologie semble liée à sa brillante carrière (voir paragraphe suivant), faisant de lui un véritable "aparatchik" du système idéologique qui se met alors en place. D’autre part, son professionnalisme et sa fidélité à la Révolution a construit un héritage néo-jacobin en accordant plus d’attention à la raison d’État qu’à la division des partis et l'existence de la société dans l'Histoire. Il justifia donc le néo-jacobinisme qui se remit à l’œuvre dans les institutions politiques à partir de l'année 1874 et qui aboutit à la mise en place de la IIIe République. Il a défendu la démocratie internationale et libérale et les droits humains.

### Missions et actions historiques
Au ministère de l'Instruction publique, il est président de la Section d'histoire moderne (à partir de 1915) et contemporaine du Comité des travaux historiques et scientifiques, membre de la section de philologie et de la commission des voyages et missions scientifiques et littéraires, vice-président de la commission de recherche et de publication des documents d'archives relatifs à la vie économique de la Révolution, président de la sous-commission chargée de la préparation et de l'organisation du travail, président de la commission supérieure des archives.
Au ministère des Affaires étrangères, il fait partie de la commission des archives diplomatiques et de la commission de publication des documents diplomatiques sur les origines de la guerre de 1914.
Il est aussi membre de la commission des publications historiques de la ville de Paris.
Membre de la société d'histoire moderne, de la société d'histoire de la guerre, d'histoire de la révolution de 1848, du collège libre des sciences morales, de l'institut franco-chinois, et franco-russe.

### Carrière journalistique
À partir de 1884, il collabore alternativement ou simultanément à de nombreux journaux : La Justice de Clemenceau, Le Matin, Le Journal, La Dépêche de Toulouse, Le Populaire, L'Heure, Les Nouvelles littéraires, L'Œuvre, Le Progrès civique, L'Ère nouvelle, La Lumière.
Il dirige également la revue La Révolution française de 1888 à sa mort en 1928.

### Un homme engagé
Dépité et déçu par la Troisième République qui s'installe durablement dans les années 1880, il déclare au journaliste Édouard Durranc à l'été 1885 : « Ah ! Que la République était belle sous l'Empire ! »
Vice-président de la Ligue des droits de l'homme et de la mission laïque française, il devient également président de l'association française pour la Société des Nations.
De 1906 à 1912, il est président de la Mission laïque française, une association qui crée et gère des établissements scolaires à l'étranger.
Radical-socialiste opposé à l'union électorale avec des hommes de droite lors des législatives de 1919, il mène sans succès la liste du Bloc républicain de gauche dans la 2e circonscription de Paris.
Alphonse Aulard meurt le 23 octobre 1928 à son domicile, place de l'École. Il est inhumé au cimetière des Batignolles.
Il s'interroge sur l'existence d'un mouvement féministe durant la révolution française qui serait à l'origine de la démocratie et de la république.